# Ільїнське (Алнаський район)
Ільї́нське (рос. Ильинское) — присілок у складі Алнаського району Удмуртії, Росія.

## Населення
Населення — 5 осіб (2010; 18 в 2002).
Національний склад станом на 2002 рік:
- росіяни — 100 %

## Урбаноніми[3]
- вулиці — Вишнева, Квіткова